# Bondiella
Bondiella är ett släkte av svampar. Bondiella ingår i familjen Mesnieraceae, klassen Dothideomycetes, divisionen sporsäcksvampar och riket svampar.
|           | Mesniera                              |
|           |                                       |
|           | Stegasphaeria                         |
|           |                                       |
| Bondiella | \| \| Bondiella palmicola \| \| \| \| |
|           | \| \| Bondiella palmicola \| \| \| \| |
|           | Bondiella palmicola                   |
|           |                                       |

|  | Bondiella palmicola |
|  |                     |